# NGC 1071
NGC 1071 este o galaxie seyfert de tip 2⁠(d) situată în constelația Balena. A fost descoperită în 1886 de către Francis Leavenworth.